# ملعب أنغونجيه
ملعب أنغونجيه (بالفرنسية: Stade d'Angondjé)‏ هو ملعب يقع في أنغونجيه، إحدى ضواحي ليبرفيل في الغابون. ويشار إليه باسم ملعب الصداقة. ومن المتوقع ان يستغرق بناء الاستاد لمدة 20 شهرا وسيتم تمويله من قبل الحكومتين الغابونية والصينية.
وهو من بين الملاعب الأربعة التي ستستخدم لبطولة كأس الأمم الأفريقية 2012 ومن المتوقع أن يحتضن نهائي المسابقة.